# Brote del síndrome urémico hemolítico de 2011

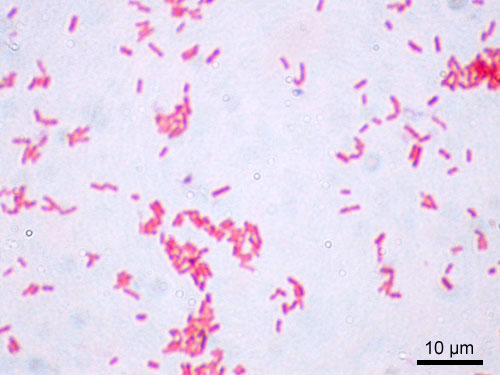
Fotografía al microscopio de una cepa de la familia Enterobacteriaceae.

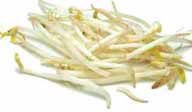
Brotes de soja.

El brote del síndrome urémico hemolítico de 2011 fue un brote epidémico causado por la toxi-infección de un serotipo de la bacteria Escherichia coli, el O104:H4, perteneciente a los filos Escherichia coli enterohemorrágica (EHEC) que produjo la muerte de al menos 53 personas en Alemania y más de un millar de infectados. A finales de julio de 2011 el Instituto Robert Koch dictaminó que la epidemia había cesado en Alemania. 
El brote provocó una crisis alimentaria conocida erróneamente como crisis del pepino, tras una primera y errónea sospecha por parte de las autoridades de Alemania contra los pepinos españoles como causantes de la epidemia. Los análisis impuestos por la Comisión Europea demostraron que no había contaminación por E. coli en los cultivos españoles de pepinos en Almería, Granada y Málaga, y que la bacteria hallada en las muestras de pepinos importados eran de un tipo de E. coli distinto a la bacteria epidémica.

## Origen de la epidemia alemana
Actualmente se piensa que la epidemia está relacionada con una plantación de soja y otras semillas en Alemania. Finalmente, las autoridades alemanas indicaron que posiblemente estuviera relacionada con brotes ecológicos de alholva o fenogreco (Trigonella foenum-graecum) procedentes de Egipto.
En su momento se definió como personas expuestas a las que desde el jueves 21 de abril del 2011 hubieran estado en Alemania, sean residentes o transeúntes, o que hayan consumido comida en Alemania, o que haya tenido un estrecho contacto con enfermos, ya que aunque raro, es posible el contagio persona-persona. Se ha apuntado como probable que la contaminación ocurrió por la ingestión de alimentos servidos en el restaurante Kartoffel-Keller de la ciudad de Lubeca, en el norte del país, en el Festival del Puerto de Hamburgo, al que asistieron casi un millón de personas,
y últimamente en otros 20 restaurantes de la zona que tenían como denominador común que los pacientes afectados habían consumido en los mismos brotes de semillas. Se ha establecido que las personas que comieron en esos restaurantes tenían 9 veces más probabilidades de contraer la enfermedad, lo cual es una evidencia epidemiológica de peso.[cita requerida]
Después de analizar el origen de los productos consumidos en esos restaurantes, las investigaciones condujeron a una empresa situada en Uelzen, en el noreste de Baja Sajonia, que produce germinados de distintos vegetales. En concreto, se sospecha de unos brotes de soja. Según el último informe de la OMS, del viernes 10 de junio, las autoridades del Instituto Robert Koch (RKI), el Instituto Federal de Evaluación de Riesgos (BfR) y la Oficina Federal de Protección al Consumidor y Seguridad Alimentaria (BVL) han declarado conjuntamente que hay una creciente evidencia epidemiológica de que los brotes de soja y de otras semillas (lentejas, judías azuki, alfalfa...) son el vehículo del brote en Alemania por la inusual bacteria E. coli O104:H4.

## Crisis política y económica en España
Se estiman en unos 200 millones de euros las perdidas semanales del campo español a raíz del pánico desatado por las autoridades alemanas por la difusión a través de medios de prensa de una contaminación inexistente en los pepinos españoles.[cita requerida]
Debido al desarrollo de la epidemia en Hamburgo y el norte de Alemania, las autoridades de Alemania afirmaron equivocadamente y sin pruebas que se trataba de una intoxicación proveniente del exterior, diciendo que la bacteria del tipo O104 venía de pepinos procedentes de España. Los españoles cuestionaron dicha afirmación y exigieron las pruebas correspondientes. El jueves 26 de mayo los medios de prensa alemanes dieron por buena y difundieron ampliamente la acusación de las autoridades alemanas contra los pepinos cultivados en las provincias de Almería, Granada y Málaga. Los sindicatos agrarios y los medios de prensa españoles cuestionaron primero dichas afirmaciones, y una vez demostrada la ausencia de la bacteria infectante en los cultivos, tratan en la actualidad de desmentirlo, aunque afirman que el daño a la imagen y marca está extendido y se acusan graves pérdidas económicas. [cita requerida]
Las autoridades alemanas abandonaron su acusación inicial basada en los resultados de unos tests que no tenían en realidad hechos. Dichas pruebas más tarde dieron como resultado una contaminación por E. coli de otro tipo distinto que no produce la toxi-infección. Las autoridades alemanas sin embargo dicen que su acusación contra los pepinos españoles era válida según sus leyes, ya que aunque la cepa de la bacteria encontrada en los pepinos importados no es la epidémica seguía produciendo contaminación ya que era una bacteria E. coli. Sin embargo, el martes 31 de mayo la Comisión Europea aseguró que las pruebas de laboratorio demuestran que la bacteria E. coli presente en los pepinos importados no están presentes en las muestras de los cultivos señalados, descartando sin género de duda que los cultivos de pepinos en España fueran los responsables del brote. Las muestras tomadas en cultivos de España demostraron la ausencia en origen de contaminación por E. coli en los pepinos de Almería y Málaga.[cita requerida]

## Epidemia debida a una rara cepa de E.Coli
La OMS anunció que se desconocía que la cepa de Escherichia coli causante de la enfermedad hubiera producido una epidemia en el pasado como la que ha ocurrido en Alemania, aunque la enfermedad causada por la cepa Escherichia coli O104:H4 ya había sido descrita, y un caso ocurrido en Corea del Sur fue publicado en 2006. La rareza de esta cepa se debe también a que, a diferencia de otras similares, como la Escherichia coli O157:H7, que afectaba preferentemente a niños, la cepa del brote actual afecta a adultos, y se ha apuntado que afecta a mujeres entre 35 y 45 años. Ambas cepas, la O157:H7 y la O104:H4, producen la Toxina Shiga, que frecuentemente provoca daño renal y/o síndrome urémico hemolítico.[cita requerida]

## Países afectados

### Países con infectados
Los países con infectados a 6 de junio de 2011 serían:
| País            | Fallecidos | Contagiados | Casos Sospechosos |
| --------------- | ---------- | ----------- | ----------------- |
| Alemania        | 32         | 450         | 1 733             |
| Suecia          | 1          | 43          | -                 |
| Francia         | 1          | 6           | 3                 |
| Países Bajos    | 0          | 8           | -                 |
| Dinamarca       | 0          | 17          | 26                |
| Reino Unido     | 0          | 7           | -                 |
| Estados Unidos  | 0          | 4           | -                 |
| Austria         | 0          | 2           | 0                 |
| Suiza           | 0          | 2           | -                 |
| Polonia         | 0          | 1           | -                 |
| República Checa | 0          | 1           | -                 |
| Noruega         | 0          | 1           | -                 |
| España          | 0          | 1           | -                 |
| Portugal        | 0          | 0           | 4                 |
| Canadá          | 0          | -           | 1                 |
| Finlandia       | 0          | -           | 1                 |
| Total           | 34         | 530         | 1 768             |

### Países con restricciones a productos de la Unión Europea
- Rusia prohibió el día lunes 30 de mayo y durante varias semanas la importación de verduras frescas procedentes de toda la Unión Europea.[25][26] La prohibición fue levantada el día 28 de junio para Holanda y Bélgica y algunos días después para España.[27]
- Catar, concretamente a España y Alemania.[28]

### Países con restricciones a productos españoles
- Austria
- Bélgica, desde el martes 31 de mayo

### Países con restricciones a pepinos de cualquier origen
- España, cadena de supermercados Lidl.[29]

## Indemnizaciones
La ciudad de Hamburgo llegó a un acuerdo extrajudicial por el que indemnizó a dos empresas españolas con una cifra entre 400 y 700 mil euros a cada una por acusarlas por error del brote de Escherichia coli.